# Stumpfflügel-Graseule
|  | Dieser Artikel wurde aufgrund von formalen oder inhaltlichen Mängeln in der Qualitätssicherung Biologie zur Verbesserung eingetragen. Dies geschieht, um die Qualität der Biologie-Artikel auf ein akzeptables Niveau zu bringen. Bitte hilf mit, diesen Artikel zu verbessern! Artikel, die nicht signifikant verbessert werden, können gegebenenfalls gelöscht werden. Lies dazu auch die näheren Informationen in den Mindestanforderungen an Biologie-Artikel. |

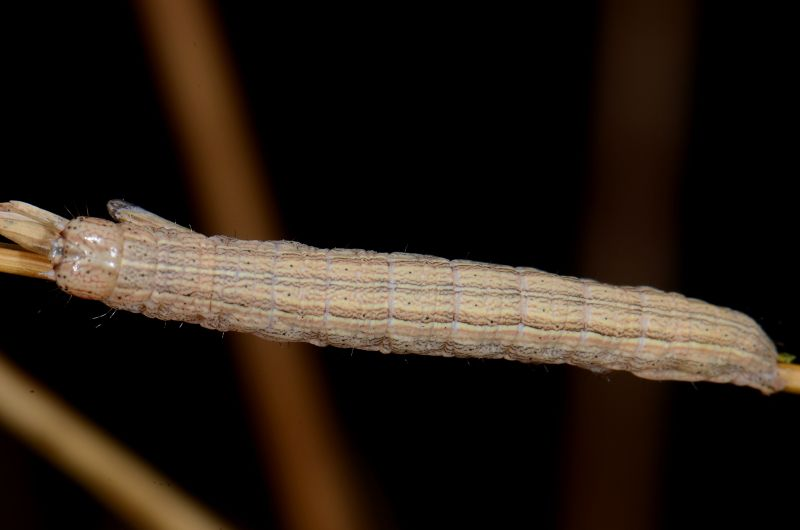
Raupe

Die Stumpfflügel-Graseule (Mythimna impura) ist ein Schmetterling aus der Familie der Eulenfalter (Noctuidae).

## Merkmale
Die Falter erreichen eine Flügelspannweite von 30 bis 35 Millimeter. Die Stumpfflügel-Graseule ist dunkler gefärbt als die verwandten Arten Mythimna straminea und Mythimna pallens. Die Helligkeit der Grundfarbe kann jedoch variieren. Auf den mittelgrauen Hinterflügeln sind keine schwarzen Saumpunkte zu finden, höchstens an der Flügelspitze (Apex) können welche vorkommen. Auf den Vorderflügeln befinden sich 3–4 schwarze Punkte.

## Verbreitung
Mythimna impura ist in der palaearktische Region von Irland im Westen über die Türkei, Syrien, den Kaukasus, Kasachstan und die Mongolei bis Japan im Osten verbreitet. In Europa findet man die Art vom Polarkreis bis Spanien und Italien (einschließlich Sizilien) im Süden sowie in den nördlichen Regionen Griechenlands.

## Lebensweise
Die Falter fliegen von Juni bis September in zwei Generationen. Die Raupen überwintern und sind ab September und darauffolgenden Jahr bis Mai zu finden. Sie ernähren sich von Seggen (Carex) und verschiedenen Süßgräsern (Poaceae). Die Art besiedelt Feuchtgebiete, Wiesen und Waldlichtungen und ist noch relativ häufig.

## Belege
1. 1 2  Hermann Hacker, László Ronkay, Márton Hreblay: Hadeninae I. In: Michael Fibiger, David Agassiz, Martin Honey (Hrsg.): Noctuidae Europaeae. Band 4. Entomological Press, Sorø 2002, ISBN 87-89430-07-7, S. 175 (englisch).
2. ↑  
Mythimna impura,  Abschnitt: Merkmale; Euroleps, abgerufen am 7. August 2013.
3. ↑  
Mythimna pallens-impura,  Lepiforum, Forum 2, abgerufen am 7. August 2013.
4. ↑  
Europäische Schmetterlinge (Seite nicht mehr abrufbar, festgestellt im Mai 2019. Suche in Webarchiven)  Info: Der Link wurde automatisch als defekt markiert. Bitte prüfe den Link gemäß Anleitung und entferne dann diesen Hinweis., Mythimna impura; Abschnitt:Vorkommen - Lebenszyklus, Fluggebiet und Verbreitung.
5. ↑  
Schmetterlinge und ihre Ökologie, Mythimna impura.